# Bunardžik
Bunardžik (makedonska: Бунарџик) är en ort i Nordmakedonien. Den ligger i den centrala delen av landet, 15 kilometer öster om huvudstaden Skopje. Bunardžik ligger 278 meter över havet och antalet invånare är 281.